# Amahuaka godoyae
Amahuaka godoyae är en insektsart som beskrevs av Nielson 1995. Amahuaka godoyae ingår i släktet Amahuaka och familjen dvärgstritar. Inga underarter finns listade i Catalogue of Life.